# Visakhapatnam (stad)
Visakhapatnam  (Telugu: విశాఖపట్టణం) (soms ook Visakhapattanamu, Visakha, Vizag, Vizagapatam of Vizag City), voorheen Waltair, is een havenstad in de Indiase staat Andhra Pradesh, gelegen aan de Golf van Bengalen. Visakhapatnam is de op een na grootste stad qua inwonertal van Andhra Pradesh, de hoofdstad van het gelijknamige district Visakhapatnam en is de thuisbasis van de Eastern Naval Command (oostelijke vloot) van de Indiase Marine. De gemeente had 969.608 inwoners tijdens de volkstelling van 2001 en het stedelijke gebied 1.329.472 inwoners. Visakhapatnam is sindsdien echter sterk gegroeid en is een van de snelst groeiende steden van India.
De stad ligt ingeklemd tussen de heuvels van de Oost-Ghats en de Golf van Bengalen, en is de enige natuurlijke haven aan de Indiase oostkust. Visakhapatnam zal in de derde eeuw v.Chr. ontstaan zijn. Tot in de twintigste eeuw was het een vissersdorp.
Visakhapatnam is naast een marinehaven, hoofdzakelijk een belangrijke industriestad en -haven, met enkele zware industrieën, waaronder die van Vizag Steel en Hindustan Petroleum. Visakhapatnam is daarnaast ook een populaire toeristenbestemming. De toeristen komen vooral voor de  stranden, de in het binnenland gelegen Araku-vallei en Borra-grotten, en de nabijgelegen elfde-eeuwse tempel Simhachalam en het boeddhistische complex Thotlakonda.
De stad beschikt over veel onderwijsinstellingen, waaronder de Andhra-universiteit.